# Versamento pericardico
Per versamento pericardico si intende una raccolta di liquido nel cavo pericardico superiore a quella fisiologicamente presente (intorno a 50 ml). Nella formazione del versamento è importante anche la velocità con cui si forma, non solo la quantità: talvolta anche versamenti considerevoli sono meglio tollerati, purché si siano formati lentamente.

## Eziologia
Un versamento pericardico può derivare da molteplici fattori:
- Natura batterica/virale, a causa di un pericardite ovvero una infiammazione del pericardio o di svariate patologie (TBC, mononucleosi, AIDS)
- Natura tumorale, quando un tumore (ad esempio del polmone o della mammella) si estende fino al pericardio fibroso che stringe stretti rapporti con i suddetti organi
- Natura farmacologica, come ad esempio un alto dosaggio di anticoagulanti (o un normale dosaggio degli stessi in pazienti a rischio) o altri farmaci come il disodiocromoglicato e la idralazina
- Natura traumatica, derivante da una contusione nell'area cardiogena o una perforazione del pericardio stesso da corpo tagliente (come ad esempio in corrispondenza della bocca dello stomaco, dov'è presente un trigono fibroso che lascia facile accesso al cuore)
- Altre cause, a causa di un preesistente emo/cardio/idrotorace (versamento pleurico)

## Clinica
Il dolore è precordiale, irradiato al braccio sinistro e al collo, inasprito dal respiro e dal decubito; può essere simile ad un infarto acuto. Compare inoltre, in caso di forte versamento febbre, disfagia e dispnea. Tutte le manifestazioni sono comunque subordinate all'importanza del versamento stesso che può essere lieve (tenuto sotto controllo e quasi asintomatico) o acuto con tamponamento cardiaco (caso che richiede una pericardiocentesi d'urgenza). Il tamponamento cardiaco non permette al cuore di riempirsi correttamente di sangue e questo porta ad una insufficienza cardiaca. che può portare alla morte del soggetto; questo tipo di situazione è solita nei versamenti pericardici di origine traumatica dove il liquido in questione è il sangue derivante dal trauma. All'esame obbiettivo inoltre il medico dovrebbe auscultare con il fonendoscopio un rumore cardiaco che suona come il calpestare la neve o il rumore del velluto su velluto.

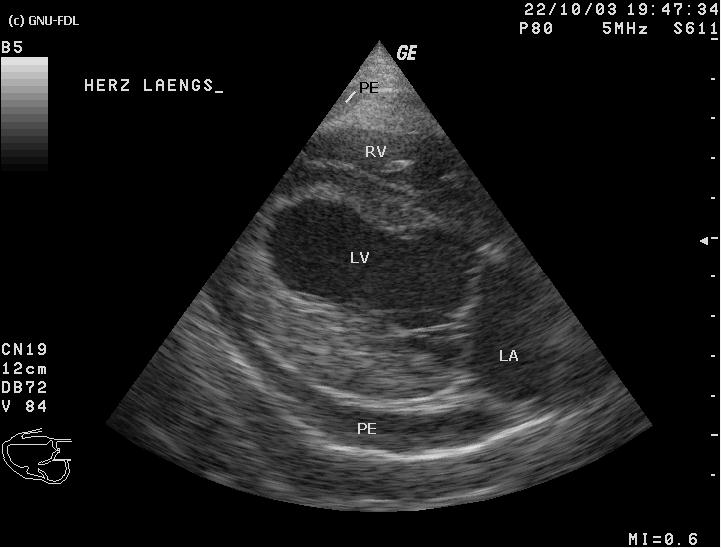
Ecocardiografia; il versamento pericardico (PE) si interpone tra il ventricolo sinistro (LV) e il pericardio parietale.

## Profilo diagnostico
Benché un aspetto a fiasco dell'ombra cardiaca possa essere dimostrato con una radiografia del torace, questa metodica pone dei problemi di diagnosi differenziale con la cardiomegalia che si può avere, ad esempio, in corso di insufficienza cardiaca. La metodica più sensibile e specifica risulta essere l'ecocardiografia, attraverso la quale è possibile identificare il versamento come uno spazio ecoprivo tra le pareti cardiache e il pericardio. Attraverso l'ecocardiografia è inoltre possibile quantificare l'entità del versamento pericardico, valutando la cinetica ventricolare e la riduzione delle pulsazioni ventricolari e il rapporto con le fasi della respirazione. Attraverso la misura ecocardiografica del diametro antero-posteriore del sacco pericardico è possibile prevedere la quantità di liquido pericardico presente, in modo da programmare una possibile pericardiocentesi. La TC e RMN consentono di visualizzare un eventuale ispessimento delle pareti pericardiche o versamenti difficilmente apprezzabili.

## Trattamento
La pericardiocentesi è l'aspirazione del liquido presente tra i due foglietti pericardici attraverso un ago aspirato dal 4°-5° spazio intercostale (a causa del maggior spazio a questo livello per l'inserimento dell'ago), facendo attenzione alla perforazione delle pleure e della parete cardiaca.